# French Open-mesterskabet i damedouble 2025
French Open-mesterskabet i damedouble 2025 var den 108. turnering om French Open-mesterskabet i damedouble. Turneringen var en del af French Open 2025 og blev spillet i Stade Roland Garros i Paris, Frankrig i perioden 27. maj - 8. juni 2025.
Mesterskabet blev vundet af det andetseedede par, Sara Errani og Jasmine Paolini, som i den 2 timer og 15 minutter lange finale besejrede useedede Anna Danilina og Aleksandra Krunić med 6-4, 2-6, 6-1, og som dermed vandt deres første grand slam-titel i damedouble som makkere efter at den italienske duo året før både havde vundet OL-guld i damedouble og tabt French Open-finalen på samme arena. Errani sikrede sig sin tredje French Open-titel i karrieren, idet hun tidligere havde vundet damedoubletitlen i 2012 sammen med Roberta Vinci og mixed double-finalen tre dage tidligere med Andrea Vavassori som makker. Triumfen var den 38-årige italieners ottende grand slam-titel i alt, heraf den sjette i damedouble men den første siden 2014. Det var til gengæld Jasmine Paolinis første grand slam-titel.
Anna Danilina havde tidligere været i Australian Open-finalen i 2022 sammen med Beatriz Haddad Maia, mens Aleksandra Krunić var i sin første grand slam-finale.
Coco Gauff og Kateřina Siniaková var forsvarende mestre, men Gauff stillede ikke op i årets turnering. Siniaková deltog med Taylor Townsend som makker, og den tjekkisk-amerikanske duo tabte i kvartfinalen til Danilina og Krunić.
Siden Ruslands invasion af Ukraine i begyndelsen af 2022 havde tennissportens styrende organer, WTA, ATP, ITF og de fire grand slam-turneringer, tilladt, at spillere fra Rusland og Hviderusland fortsat kunne deltage i grand slam-turneringer samt turneringer på ATP Tour og WTA Tour, men de kunne ikke stille op under landenes navne eller flag, og spillerne fra de to lande deltog derfor i turneringen under neutralt flag.

## Pengepræmier og ranglistepoint
Den samlede præmiesum til spillerne i damedouble androg € 2.849.000 (ekskl. per diem), hvilket var uændret i forhold til året før.
| Resultat (antal par)   | Pengepræmier | Pengepræmier | Ændring ift. 2024 | WTA-point |
| Resultat (antal par)   | Pr. par      | Total        | Ændring ift. 2024 | WTA-point |
| ---------------------- | ------------ | ------------ | ----------------- | --------- |
| Vindere (1)            | € 590.000    | € 590.000    | 0 %               | 2.000     |
| Finalister (1)         | € 295.000    | € 295.000    | 0 %               | 1.300     |
| Semifinalister (2)     | € 148.000    | € 296.000    | 0 %               | 780       |
| Kvartfinalister (4)    | € 80.000     | € 320.000    | 0 %               | 430       |
| Tabere i 3. runde (8)  | € 43.500     | € 348.000    | 0 %               | 240       |
| Tabere i 2. runde (16) | € 27.500     | € 440.000    | 0 %               | 130       |
| Tabere i 1. runde (32) | € 17.500     | € 560.000    | 0 %               | 0         |
| Samlet præmiesum       | -            | € 2.849.000  | 0 %               | -         |

## Turnering

### Deltagere
Turneringen havde deltagelse af 64 par, der var fordelt på:
- 57 direkte kvalificerede par i form af deres ranglisteplacering.
- 7 par, der har modtaget et wildcard.

#### Seedede par
De 16 bedst placerede af parrene på WTA's verdensrangliste blev seedet:
| Seedning | Rangering | Rangering | Spillere                                    | Resultat        |
| Seedning | Sum       | Ind.      | Spillere                                    | Resultat        |
| -------- | --------- | --------- | ------------------------------------------- | --------------- |
| 1        | 3         | 1 2       | Kateřina Siniaková Taylor Townsend          | Kvartfinalister |
| 2        | 12        | 6         | Sara Errani Jasmine Paolini                 | Mestre          |
| 3        | 17        | 13 4      | Hsieh Su-Wei Jeļena Ostapenko               | Anden runde     |
| 4        | 24        | 14 10     | Mirra Andrejeva Diana Sjnajder              | Semifinalister  |
| 5        | 30        | 9 21      | Asia Muhammad Demi Schuurs                  | Tredje runde    |
| 6        | 31        | 8 23      | Veronika Kudermetova Elise Mertens          | Kvartfinalister |
| 7        | 41        | 22 19     | Caroline Dolehide Desirae Krawczyk          | Første runde    |
| 8        | 47        | 36 11     | Sofia Kenin Ljudmyla Kitjenok               | Første runde    |
| 9        | 55        | 17 38     | Chan Hao-Ching Giuliana Olmos               | Anden runde     |
| 10       | 59        | 29 30     | Jiang Xinyu Wu Fang-Hsien                   | Anden runde     |
| 11       | 66        | 16 50     | Irina Khromatjeva Fanny Stollár             | Første runde    |
| 12       | 66        | 34 32     | Tereza Mihalíková Olivia Nicholls           | Tredje runde    |
| 13       | 71        | 46 25     | Beatriz Haddad Maia Laura Siegemund         | Tredje runde    |
| 14       | 72        | 35 37     | Tímea Babos Luisa Stefani                   | Tredje runde    |
| 15       | 73        | 20 53     | Nicole Melichar-Martinez Ljudmila Samsonova | Anden runde     |
| 16       | 73        | 33 40     | Miyu Kato Aldila Sutjiadi                   | Første runde    |

#### Wildcards
Syv par modtog et wildcard til turneringen.
| Par                                           | Resultat     |
| --------------------------------------------- | ------------ |
| Julie Belgraver Loïs Boisson                  | Første runde |
| Estelle Cascino Carole Monnet                 | Første runde |
| Émeline Dartron Tiantsoa Rakotomanga Rajaonah | Første runde |
| Caroline Garcia Diane Parry                   | Tredje runde |
| Sarah Iliev Emma Léné                         | Første runde |
| Léolia Jeanjean Jessika Ponchet               | Første runde |
| Elixane Lechemia Harmony Tan                  | Første runde |

### Resultater

#### Kvartfinaler, semifinaler og finale
| Kateřina Siniaková |
| Taylor Townsend    |

| Anna Danilina     |
| Aleksandra Krunić |

| Anna Danilina     |
| Aleksandra Krunić |

| Irina-Camelia Begu |
| Yanina Wickmayer   |

| Ulrikke Eikeri |
| Eri Hozumi     |

| Ulrikke Eikeri |
| Eri Hozumi     |

| Anna Danilina     |
| Aleksandra Krunić |

| Olga Danilović      |
| Anastasija Potapova |

| Sara Errani     |
| Jasmine Paolini |

| Mirra Andrejeva |
| Diana Sjnajder  |

| Mirra Andrejeva |
| Diana Sjnajder  |

| Veronika Kudermetova |
| Elise Mertens        |

| Sara Errani     |
| Jasmine Paolini |

| Sara Errani     |
| Jasmine Paolini |

#### Første, anden og tredje runde
| Kateřina Siniaková |
| Taylor Townsend    |

| Olivia Gadecki |
| Zhang Shuai    |

| Kateřina Siniaková |
| Taylor Townsend    |

| Guo Hanyu     |
| Ena Shibahara |

| Jodie Burrage |
| Sonay Kartal  |

| Jodie Burrage |
| Sonay Kartal  |

| Kateřina Siniaková |
| Taylor Townsend    |

| Émeline Dartron      |
| Rakotomanga Rajaonah |

| Tímea Babos   |
| Luisa Stefani |

| Anastasia Dețiuc     |
| Julija Starodubtseva |

| Anastasia Dețiuc     |
| Julija Starodubtseva |

| Anhelina Kalinina |
| Xu Yifan          |

| Tímea Babos   |
| Luisa Stefani |

| Tímea Babos   |
| Luisa Stefani |

| Jiang Xinyu   |
| Wu Fang-Hsien |

| Camila Osorio |
| Alycia Parks  |

| Jiang Xinyu   |
| Wu Fang-Hsien |

| Anna Danilina     |
| Aleksandra Krunić |

| Anna Danilina     |
| Aleksandra Krunić |

| Magda Linette |
| Bernarda Pera |

| Anna Danilina     |
| Aleksandra Krunić |

| Estelle Cascino |
| Carole Monnet   |

| Asia Muhammad |
| Demi Schuurs  |

| A. Pavljutjenkova |
| Jelena Pridankina |

| A. Pavljutjenkova |
| Jelena Pridankina |

| Storm Hunter |
| Ellen Perez  |

| Asia Muhammad |
| Demi Schuurs  |

| Asia Muhammad |
| Demi Schuurs  |

| Hsieh Su-Wei     |
| Jeļena Ostapenko |

| Anna Bondár  |
| Greet Minnen |

| Hsieh Su-Wei     |
| Jeļena Ostapenko |

| Kamilla Rakhimova |
| Anna Sisková      |

| Kamilla Rakhimova |
| Anna Sisková      |

| Nadija Kitjenok   |
| Dajana Jastremska |

| Kamilla Rakhimova |
| Anna Sisková      |

| Kimberly Birrell |
| Harriet Dart     |

| Irina-Camelia Begu |
| Yanina Wickmayer   |

| Irina-Camelia Begu |
| Yanina Wickmayer   |

| Irina-Camelia Begu |
| Yanina Wickmayer   |

| Jéssica Bouzas Maneiro |
| Varvara Gracheva       |

| Nicole Melichar-Martinez |
| Ljudmila Samsonova       |

| Nicole Melichar-Martinez |
| Ljudmila Samsonova       |

| Irina Khromatjeva |
| Fanny Stollár     |

| Wang Xinyu   |
| Zheng Saisai |

| Wang Xinyu   |
| Zheng Saisai |

| Ulrikke Eikeri |
| Eri Hozumi     |

| Ulrikke Eikeri |
| Eri Hozumi     |

| Eva Lys       |
| Tatjana Maria |

| Ulrikke Eikeri |
| Eri Hozumi     |

| Quinn Gleason  |
| Katie Volynets |

| Rebecca Šramková |
| Viktorija Tomova |

| Rebecca Šramková |
| Viktorija Tomova |

| Rebecca Šramková |
| Viktorija Tomova |

| Maya Joint          |
| Oksana Kalasjnikova |

| Maya Joint          |
| Oksana Kalasjnikova |

| Sofia Kenin       |
| Ljudmyla Kitjenok |

| Caroline Dolehide |
| Desirae Krawczyk  |

| Olga Danilović      |
| Anastasija Potapova |

| Olga Danilović      |
| Anastasija Potapova |

| Alexandra Eala |
| Renata Zarazúa |

| Alexandra Eala |
| Renata Zarazúa |

| Emily Appleton         |
| Yvonne Cavallé Reimers |

| Olga Danilović      |
| Anastasija Potapova |

| Monica Niculescu |
| Katarzyna Piter  |

| Tereza Mihalíková |
| Olivia Nicholls   |

| Leylah Fernandez  |
| Julija Putintseva |

| Leylah Fernandez  |
| Julija Putintseva |

| Linda Nosková |
| Clara Tauson  |

| Tereza Mihalíková |
| Olivia Nicholls   |

| Tereza Mihalíková |
| Olivia Nicholls   |

| Miyu Kato       |
| Aldila Sutjiadi |

| Caroline Garcia |
| Diane Parry     |

| Caroline Garcia |
| Diane Parry     |

| Makoto Ninomiya |
| Tang Qianhui    |

| Makoto Ninomiya |
| Tang Qianhui    |

| Elixane Lechemia |
| Harmony Tan      |

| Caroline Garcia |
| Diane Parry     |

| Sarah Iliev |
| Emma Léné   |

| Mirra Andrejeva |
| Diana Sjnajder  |

| Maia Lumsden       |
| Sabrina Santamaria |

| Maia Lumsden       |
| Sabrina Santamaria |

| Hailey Baptiste |
| Ashlyn Krueger  |

| Mirra Andrejeva |
| Diana Sjnajder  |

| Mirra Andrejeva |
| Diana Sjnajder  |

| Veronika Kudermetova |
| Elise Mertens        |

| Jaqueline Cristian |
| Aleksandra Panova  |

| Veronika Kudermetova |
| Elise Mertens        |

| Cristina Bucșa     |
| Angelica Moratelli |

| Jekaterina Aleksandrova |
| Peyton Stearns          |

| Jekaterina Aleksandrova |
| Peyton Stearns          |

| Veronika Kudermetova |
| Elise Mertens        |

| Lucia Bronzetti |
| Ann Li          |

| Lucia Bronzetti |
| Ann Li          |

| Julie Belgraver |
| Loïs Boisson    |

| Lucia Bronzetti |
| Ann Li          |

| McCartney Kessler |
| Suzan Lamens      |

| Chan Hao-Ching |
| Giuliana Olmos |

| Chan Hao-Ching |
| Giuliana Olmos |

| Beatriz Haddad Maia |
| Laura Siegemund     |

| Léolia Jeanjean |
| Jessika Ponchet |

| Beatriz Haddad Maia |
| Laura Siegemund     |

| Shuko Aoyama    |
| Moyuka Uchijima |

| Shuko Aoyama    |
| Moyuka Uchijima |

| Polina Kudermetova |
| Zeynep Sönmez      |

| Beatriz Haddad Maia |
| Laura Siegemund     |

| Anna Blinkova |
| Mayar Sherif  |

| Sara Errani     |
| Jasmine Paolini |

| Lulu Sun |
| Yuan Yue |

| Lulu Sun |
| Yuan Yue |

| Viktorija Azarenka |
| Erin Routliffe     |

| Sara Errani     |
| Jasmine Paolini |

| Sara Errani     |
| Jasmine Paolini |